# Pyrgulopsis deserta
Pyrgulopsis deserta är en snäckart som först beskrevs av Henry Augustus Pilsbry 1916.  Pyrgulopsis deserta ingår i släktet Pyrgulopsis och familjen tusensnäckor. Inga underarter finns listade i Catalogue of Life.